# Club Atlético Villa San Carlos
El Club Atlético Villa San Carlos, o simplemente Villa San Carlos es un club de fútbol argentino, fundado el 25 de abril de 1925 en Berisso, Buenos Aires. Actualmente disputa la Primera B, tercera división del fútbol argentino para los clubes directamente afiliados a la AFA.
El 25 de mayo de 2013, logró su primer ascenso a la segunda división, tras adjudicarse el Campeonato 2012/13 de la Primera B Metropolitana.

## Historia
En 1916 la compañía “Bravo Barros” loteó y puso en venta terrenos en la ciudad de Berisso con el nombre de “Villa San Carlos”; los dueños reales de estas tierras eran los señores Marcelino y Rafael Herrera Vegas. Unos años más tarde, precisamente en 1923, un grupo de chicos que jugaban a la pelota en los baldíos de Villa San Carlos formaron un equipo al que lo llamaron “Avanti Barrilete”.
El terreno donde se jugaba estaba ubicado entre la calle 2 bis y 3 entre San Luis y Montevideo de Berisso. Después, pasó a jugar en la calle 6 y 7 entre 1 y 2. Estos chicos que se reunían en el taller de la carpintería de Don Antonio Velasco, formaron una comisión y dieron nombre al Club Atlético Villa San Carlos en abril de 1925. Esta primera comisión estaba formada por: Antonio Velasco (Presidente), Raúl Casassa (Secretario), A. Flamini (Tesorero), F. Génova, J. Maseroni, y D. Vásquez (Vocales).
En el año 1924 otro grupo de vecinos fundaron la entonces “Liga de Fomento Villa San Carlos”. La primera reunión se analizó en el almacén de Don Álvarez y contó con el apoyo de todos los vecinos del barrio. Esta liga ocupaba un pequeño salón entre las calles 5 y 6 sobre la Avenida Montevideo y posteriormente se trasladaría a la esquina de la calle 7.
Las dos obras más importantes de la institución son el Estadio Genacio Sálice, que está situado en calle 26 y 173, y fue inaugurado el 25 de mayo de 1950. Y unos años más tarde, en 1968 se inaugura la sede social en calle Montevideo y 25. 
El Club Atlético Villa San Carlos tiene una actividad social presente. Las diversas disciplinas se han coronado en las ligas y torneos donde participaron. La entidad es visitada a diario por más de 1000 deportistas que practican diversas actividades como el Básquet, Patín Artístico, Fútbol, Aerodance, Taekwondo, Bochas, Karate, Boxeo y Jiu-Jitsu.
Su disciplina más importante y destacada es el fútbol. Al principio la institución formaba parte de la Liga Berissense, luego se afilió a la Liga Amateur Platense de fútbol donde participó hasta 1968. Ascendió por primera vez a Primera División de la liga en 1948 y obtuvo, en esta división su primer título en 1954 y posteriormente ganó varios títulos consecutivos (1954, 1958, 1961, 1962, 1963, 1964, 1965 y 1966). En 1965 “la Villa” decidió afiliarse a la Asociación del Fútbol Argentino (AFA).
El año 1971 marcó su primer gran protagonismo en los torneos de AFA aunque quedó en las puertas del ascenso por tan solo un punto de diferencia. Sin embargo, dos años después, llegó el primer ascenso cuando fue subcampeón a un punto de Luján, quien fue en definitiva el campeón de ese torneo. En la Primera División “C”, Villa San Carlos estuvo presente hasta 1977 cuando descendió finalmente a la división “D”. En 1986 volvió a la primera C al salir segundo, detrás de Deportivo Riestra en la zona B del torneo Apertura, sin embargo su paso fue fugaz.
Luego de un estupendo torneo, de la mano de Rubén Marchioni, el celeste llegó al final del certamen igualando en todo con Acassuso. Entonces hubo que recurrir a un partido para desempatar y para ello se eligió la cancha de Independiente, en donde el pueblo villero se congregó un 10 de abril de 1993. Y tras la igualdad en uno en los 90 minutos, Marcelo Govoni puso el preciso frentazo en el minuto diez del tiempo suplementario para dar el primer campeonato y el tercer ascenso a “la villa”. En la temporada 2001/02 consiguió un nuevo ascenso, de la mano de Carlos Gorostieta como entrenador, tras vencer en cancha de Estudiantes de La Plata en la final a Sacachispas por 1 a 0 el 28 de julio de 2002 donde por unos años estuvo en la categoría.
El 18 de mayo de 2009, Villa San Carlos. logró el ascenso por primera vez en su historia a la “Primera B Metropolitana” tras conseguir el título en la “Primera C” luego de empatar 1 a 1 frente a Defensores de Cambaceres, su tradicional rival, en “El Bosque”. Rodrigo Salinas a los 12 minutos del primer tiempo abrió la cuenta para la “villa”, que hizo las veces de local en el estadio de Gimnasia y Esgrima La Plata, y 15 minutos después empató la visita.
El conjunto que dirigía Facundo Besada necesitaba solamente un punto para coronarse campeón, y lo consiguió en un partido que tuvo poco fútbol pero mucha intensidad, nerviosismo y vibración. El plantel terminaría el campeonato consagrándose con 73 unidades, producto de 21 triunfos, 10 empates y siete derrotas, sumando 55 goles a favor y 32 en contra.
En la Primera “B”, se realizaron buenas campañas y hasta se logró clasificarse al reducido en la segunda temporada en dicha categoría, conducido por  Ricardo Rezza. La “villa” llegó a semifinales quedando eliminado por Defensores de Belgrano, sería el primer ciclo con Don Ricardo Rezza y se vendría otro que sería el punto máximo de nuestra institución.
Un 25 de mayo de 2013 ganaría el campeonato de Primera "B" 2012-2013 y el ascenso de Villa San Carlos a la “B” Nacional, la segunda división del fútbol argentino. Conducido nuevamente por Ricardo Rezza y con un goleador letal como Pablo Vegetti llevaron a San Carlos al punto máximo en su historia. El equipo, compuesto en su mayoría con jugadores como Mauro y Gonzalo Raverta, Federico Slezack, Emiliano Córdoba, Santiago Sommariva, Ignacio Oroná y Emmanuel Ávalo Piedrabuena, venció en la última fecha a Barracas Central por 1 a 0 con gol de Martín Troncoso en el Estadio Genacio Sálice.
Mayo fue el mes de la revolución “Villera”, ya que le tocó afrontar el Nacional B, una categoría súper profesional que le permitió conocer la República Argentina con todo lo que eso implica. El nombre de Villa San Carlos se hizo conocido en todo el territorio argentino llevando la bandera de Berisso.
El club viajó a Santa Fe, Mendoza, Córdoba, Misiones, Jujuy, Tucumán, Entre Ríos, Corrientes, San Juan y toda la Provincia de Buenos Aires, jugando en estadios mundialistas como el José María Minella de Mar del Plata, Mario Alberto Kempes de Córdoba y el Libertadores de América de Avellaneda (Donde se logró un histórico empate frente a Independiente). En la divisional se consiguió ganar un puñado de partidos, el más recordado será el triunfo 3 a 2 en Berisso ante Talleres de Córdoba (La primera victoria del equipo en la B Nacional). Tras una mala campaña realizada el 28 de abril de 2014 el club volvió a la B Metropolitana.
El 25 de octubre de 2013 se presentó "Siete años: La epopeya de Villa San Carlos", primer libro dedicado al club de Berisso. La obra repasa una etapa gloriosa de la institución: desde mediados de 2006 (cuando se salvó de bajar a Primera D a través de la promoción) hasta mediados de 2013 (cuando ascendió a la B Nacional por primera vez en su historia). Contiene relatos breves, anécdotas, entrevistas, fotos, estadísticas y notas de archivo. La editorial que lo publicó es "Engranajes de la Cultura" y su autor es Máximo Randrup.
El 28 de abril de 2018, Villa San Carlos perdió 2 a 1 en Isidro Casanova contra Almirante Brown y volvió a la Primera C después de 9 años sin jugar en esta categoría. Más allá de la tristeza, los hinchas del equipo de Berisso recibieron en la sede social a sus jugadores con aplausos y aliento, un hecho que pocas veces se da en circunstancias adversas.
El 30 de junio de 2019 ascendió a la Primera B tras un año en la C, venció a Excursionistas en la final del reducido.

## Presidentes

### Comisión directiva
| Comisión directiva 2021-2024 |
| |
| - Presidente: - Juan Manuel Córdoba - Vicepresidentes: - Eduardo Valente - Norberto Paglietini - Cecilia Badino - Secretario general: - Fernando Farias - Pro-secretario: - Santiago Paris - Tesorero: - Mariano Hollubiez - Pro-tesorero: - Mariano Smarson - Secretario legal administrativo: - Ramiro Crilchuk |
| |

| Comisión directiva 2021-2024 |
| |
| - Secretaria de cultura: - Javier Astorga - Pro-secretario de cultura: - Darío González - Secretario de RRPP y prensa: - Alan Molina - Pro-secretario de RRPP y prensa: - Horacio Fernández - Secretario de fútbol: - Emiliano Córdoba - Pro-secretario de fútbol: - Ricardo Vera - Secretario de deportes: - Ariel Rodríguez - Pro-secretario de deportes: - Iván Buszczak |
| |

| Comisión directiva 2021-2024 |
| |
| - Secretario de obras y mantenimiento: - Julio Magliano - Vocales titulares: - Ezequiel Brizzi - Mauricio Paris - Brian Waisman - Elizabeth Sosa - Julio Caride - Vocales suplentes: - Lucas Marchan - Fabrizio Araujo - José Vrbjar - Revisores de cuentas: - German Murdolo - Oscar Alejandro Valdez - Revisor de cuentas suplente: - Marco Antonio Ferreyra |
| |

## Estadio

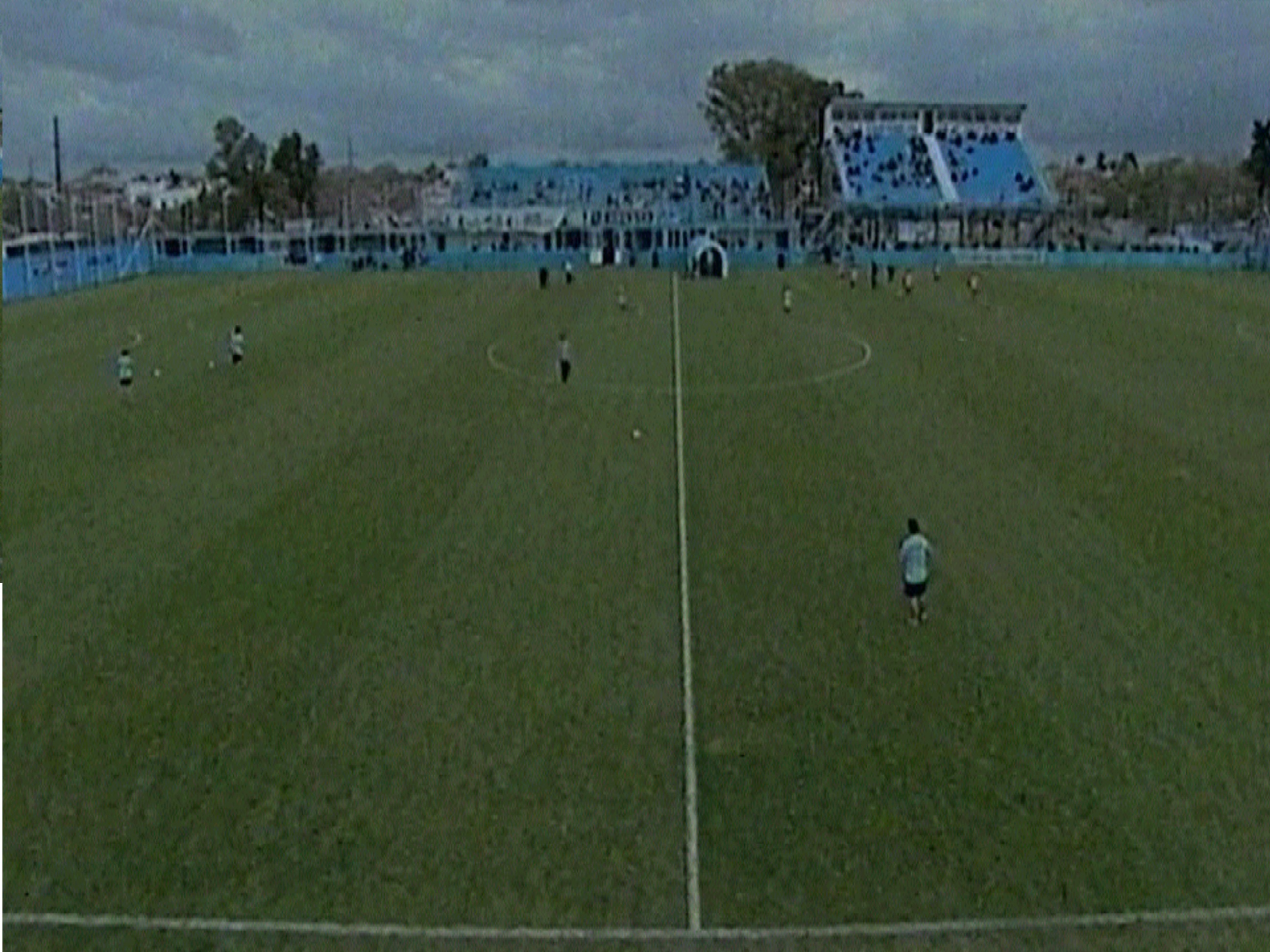
Campo de juego del Estadio Genacio Sálice.

El Estadio Genacio Sálice, ubicado en las intersecciones de las calles 173 entre 26 Este y 27 en la ciudad de Berisso, fue inaugurado el 25 de mayo de 1950 bajo la presidencia de Celeste “Chiquito” García. El Estadio debe su nombre a Don Genacio Sálice, dueño de los terrenos que posteriormente cedería para la construcción del estadio de Villa San Carlos. Antiguamente el sentido de la cancha era paralela a la calle 27 con un arco de espaldas a la Av. Montevideo y el otro arco de espaldas al Río de la Plata. Entre los años 2009 y 2010 se llevó a cabo una remodelación que generó que el conjunto de Berisso hicieras la veces de local en varias canchas, siendo algunas de ellas Gimnasia de La Plata, Brown de Adrogué o Estudiantes de Caseros entre otras.
Entre las obras realizadas durante el tiempo que duró la remodelación, se pueden mencionar la reorientación del campo de juego, que ahora sería paralela a la calle 173, ubicando uno de sus arcos de espalda a la histórica “Toma de agua” y su otro arco de espaldas al Puerto La Plata, además se construyó la platea, las cabinas de transmisión, los vestuarios locales, visitantes y de árbitros, las boleterías, los accesos y el alambrado perimetral del campo de juego. El 24 de noviembre de 2010 se re inauguró el Estadio Genacio Sálice en el choque entre Villa San Carlos y Defensores de Belgrano con triunfo del conjunto de Berisso por 1-0 con gol de Juan Pablo Ortiz.
En la actualidad el Estadio Genacio Sálice cuenta con capacidad para 4.000 espectadores, nueve cabinas de transmisión para los medios y un sector habilitado de filmación, vestuario local, visitante y para árbitros, palco dirigencial y un gimnasio para la utilización de los futbolistas. El logro más importante conseguido por Villa San Carlos en el Estadio Genacio Salice fue el ascenso por primera vez en su historia a la B Nacional (segunda categoría en importancia del fútbol argentino), al vencer por 1-0 a Barracas Central con gol de Martín Troncoso el 25 de mayo de 2013, día en que el estadio cumplía 63 años desde su primer inauguración.

### Sede Social
El primer espacio donde se reunieron los dirigentes pioneros del club fue en un viejo salón de madera, ubicado en Av Montevideo y 24. La actual sede del Club Atlético Villa San Carlos fue inaugurada el viernes 4 de octubre de 1968 y lleva el nombre de Constantino Macrinos, en homenaje al expresidente de la institución quien fuera el principal ideólogo y propulsor para la construcción de la misma, que se encuentra ubicada en la Avenida Montevideo y 25 de la ciudad de Berisso.
El edificio, de 1500 m², consta con tres pisos en su estructura; en sus instalaciones cuenta con una cancha de básquet, gimnasio, salón para fiestas, presidencia y oficina de prensa. Además en la entrada se encuentra la secretaria, en ella también se pueden encontrar a la venta la ropa oficial del Club. En tanto, en la sede se llevan a cabo diversas actividades como la práctica del básquet profesional e infantil, patín artístico, aerodance, taekwondo, karate y boxeo, una gran concurrencia de deportistas asisten diariamente a la sede social del club a practicar estas disciplinas.

## Uniforme
- Uniforme titular: Camiseta celeste con una banda blanca, pantalón blanco y medias blancas.
- Uniforme suplente: Camiseta blanca con franjas verticales celestes, pantalón negro y medias negras.
- Uniforme alternativo: Camiseta negra con franjas verticales celestes, pantalón negro y medias negras.

| Titular | Alternativa |  |

### Uniformes anteriores

#### Titular
| 2023 | 2022 | 2021 | 2019/20 | 2018/19 | 2017/18 | 2016/17 | 2016 | 2014/15 | 2013/14 |  |

#### Suplente
| 2023 | 2022 | 2021 | 2019/20 | 2018/19 | 2017/18 | 2016/17 | 2016 | 2014/15 | 2013/14 |  |

#### Alternativo
| 2023 | 2022 | 2014/15 | 2013/14 |  |

### Indumentaria y patrocinador
| Período       | Proveedor    |
| ------------- | ------------ |
| 1980-1988     | Uribarri     |
| 1988-1993     | Heel         |
| 1993-1995     | Olan         |
| 1995-1998     | Penalty      |
| 1998-2000     | Olan         |
| 2000-2002     | AKY          |
| 2002-2008     | Mateu Sports |
| 2008-2021     | Uhlsport     |
| 2021-presente | High Runner  |

| Período       | Proveedor                                     |
| ------------- | --------------------------------------------- |
| 1981-1984     | Diario El Día                                 |
| 1985-1987     | Derby Sports                                  |
| 1987-1989     | Banco Municipal de La Plata                   |
| 1989-1990     | Metálurgica MyL                               |
| 1990-1991     | Tino Deportes                                 |
| 1991-1993     | Ivess                                         |
| 1993-1994     | Panadería San Carlos                          |
| 1994-1995     | Banco Municipal de La Plata                   |
| 1995-1996     | TBC                                           |
| 1996-1998     | Tino Deportes                                 |
| 1998-2000     | Ninguno                                       |
| 2000-2002     | Bingo Platense                                |
| 2002-2005     | Ninguno                                       |
| 2005-2007     | Asia Disco                                    |
| 2007-2008     | Lignina Jeans & Básicos                       |
| 2008-2010     | La Nueva Seguros                              |
| 2010-2011     | EMCON-Edificios Sky                           |
| 2011-2012     | Lotería de la Provincia                       |
| 2012-2013     | Mutual AMEPA                                  |
| 2013-2014     | La Nueva Seguros                              |
| 2014-2015     | Level One / Solcan / Einkarem                 |
| 2016          | Level One / Solcan / Rapicuotas               |
| 2016-2017     | Level One / Solcan / Rapicuotas / Secco       |
| 2017-2018     | Rapicuotas / Mutual AMEPA / Solcan / Secco    |
| 2018-2019     | Flash Cash / Mutual AMEPA                     |
| 2019-2021     | Credil / Mutual AMEPA                         |
| 2022          | Credil / Conexiones                           |
| 2023          | Rapicuotas / Transporte La Unión / Conexiones |
| 2024-presente | Rapicuotas                                    |

## El clásico
El Clásico Ribereño es un partido de fútbol que tiene como protagonistas a Villa San Carlos y a Club Defensores de Cambaceres, las instituciones deportivas más importantes de las vecinas ciudades de Berisso y Ensenada respectivamente. Ambos clubes en sus inicios consiguieron destacadas participaciones coincidiendo en la Liga Amateur Platense de fútbol, en donde lograron coronarse campeones en reiteradas ocasiones. Las mismas los llevaron a militar en los torneos oficiales de AFA en donde hasta la fecha se han registrado 17 encuentros entre ambos. La cantidad no es tan abultada puesto que el equipo de Ensenada habitualmente se hallaba en una división superior al de Berisso, caso que hoy ocurre al revés. En estos 17 partidos oficiales, se nota una clara ventaja para Cambaceres que ganó 8 empató 6 y perdió 3. Sin embargo quizá el partido más memorado sea el empate que le otorgó a Villa San Carlos el campeonato de la Primera C (Argentina) 2008-2009 y el consecuente ascenso.

### Partidos Jugados
|                        | PJ | GVSC | E | GC | GolVSC | GolC |
| ---------------------- | -- | ---- | - | -- | ------ | ---- |
| Local Villa San Carlos | 9  | 2    | 3 | 4  |        |      |
| Local Cambaceres       | 8  | 1    | 3 | 4  |        |      |
| Cancha neutral         | 1  | 0    | 1 | 0  |        |      |
| TOTAL                  | 18 | 3    | 7 | 8  | 16     | 36   |

| PJ: partidos jugados              |
| GVSC: ganador Villa San Carlos    |
| GC: ganador Cambaceres            |
| E: empate                         |
| GolVSC: goles de Villa San Carlos |
| GolC: goles de Cambaceres         |

Otro clásico que se ha formado en los últimos años, es con Club Atlético Acassuso.

## Jugadores

### Mercado de pases 2025
- Actualizado el 4 de agosto de 2025

#### Altas
| Jugador               | Posición   | Procedencia                        | Tipo           |        |        |        |
| Verano                | Verano     | Verano                             | Verano         | Verano | Verano | Verano |
| --------------------- | ---------- | ---------------------------------- | -------------- | ------ | ------ | ------ |
| Pablo Miranda         | Entrenador | Retiro de la actividad profesional | Libre.         |        |        |        |
| Pablo Bangardino      | Arquero    | El Ceibo de Tres Lomas             | Libre.         |        |        |        |
| Tomás Hornos          | Arquero    | Defensa y Justicia                 | Libre.         |        |        |        |
| Santiago Díaz         | Defensor   | Estrella de Berisso                | Libre.         |        |        |        |
| Lautaro Greco         | Defensor   | Quilmes                            | Libre.         |        |        |        |
| Martín Morales        | Defensor   | Gimnasia y Esgrima La Plata        | Libre.         |        |        |        |
| Franco Ojeda          | Defensor   | Excursionistas                     | Libre.         |        |        |        |
| Juan Manuel Velásquez | Defensor   | Patriotas                          | Libre.         |        |        |        |
| Ramiro Álvarez        | Volante    | Gimnasia y Esgrima La Plata        | Libre.         |        |        |        |
| Guillermo Montes      | Volante    | Unidos de Olmos                    | Libre.         |        |        |        |
| Luca Ferro            | Delantero  | Unidos de Olmos                    | Libre.         |        |        |        |
| Bruno Mariani         | Delantero  | Cooper                             | Fin de cesión. |        |        |        |
| Juan Cruz Meza        | Delantero  | Dock Sud                           | Libre.         |        |        |        |
| Ezequiel Pérez        | Delantero  | Independiente de San Pedro         | Libre.         |        |        |        |
| Emanuel Zagert        | Delantero  | Llaneros                           | Fin de cesión. |        |        |        |
| Invierno              |            |                                    |                |        |        |        |
| Elías Brizuela        | Volante    | Quilmes                            | Libre.         |        |        |        |
| Juan José Ramírez     | Volante    | Deportivo Quito                    | Libre.         |        |        |        |
| Juan Cruz Villagra    | Delantero  | Excursionistas                     | Libre.         |        |        |        |

#### Bajas
| Jugador               | Posición   | Destino                            | Tipo                   |        |        |        |
| Verano                | Verano     | Verano                             | Verano                 | Verano | Verano | Verano |
| --------------------- | ---------- | ---------------------------------- | ---------------------- | ------ | ------ | ------ |
| Lucas Ochandorena     | Entrenador | Mitre de Santiago del Estero (AC)  | Rescisión de contrato. |        |        |        |
| Gianfranco Cao        | Arquero    | Deportivo Universitario            | Rescisión de contrato. |        |        |        |
| Juan Ignacio Cautela  | Arquero    | Atlético Pueblonuevo               | Rescisión de contrato. |        |        |        |
| Fabrizio Ortega       | Arquero    | D.I.V.E de La Plata                | Fin de contrato.       |        |        |        |
| Lautaro Volpicello    | Arquero    | Racing de Carhué                   | Fin de cesión.         |        |        |        |
| Bautista Biffi        | Defensor   | Deportivo Maldonado                | Fin de contrato.       |        |        |        |
| Agustín Celentano     | Defensor   | Unidos de Olmos                    | Fin de contrato.       |        |        |        |
| Juan Ignacio Quintana | Defensor   | Unidos de Olmos                    | Fin de contrato.       |        |        |        |
| Federico Slezack      | Defensor   | Retiro de la actividad profesional | Fin de contrato.       |        |        |        |
| Alexis Alegre         | Volante    | Real Potosí                        | Fin de contrato.       |        |        |        |
| Ignacio Oroná         | Volante    | Retiro de la actividad profesional | Fin de contrato.       |        |        |        |
| Tomás Romero          | Volante    | Bandera de ?                       | Fin de contrato.       |        |        |        |
| Zago Zegarra          | Volante    | Gimnasia y Esgrima La Plata        | Fin de cesión.         |        |        |        |
| Valentín Fernández    | Delantero  | Independiente de Chivilcoy         | Rescisión de contrato. |        |        |        |
| Manuel López Scaglia  | Delantero  | Arsenal de Sarandí                 | Fin de cesión.         |        |        |        |
| Bruno Mariani         | Delantero  | Crucero del Norte                  | Rescisión de contrato. |        |        |        |
| Ezequiel Melillo      | Delantero  | Dock Sud                           | Rescisión de contrato. |        |        |        |
| Pablo Miranda         | Delantero  | Retiro de la actividad profesional | Fin de contrato.       |        |        |        |
| Octavio Padovani      | Delantero  | Deportes Copiapó                   | Fin de contrato.       |        |        |        |
| Agustín Zuccarelli    | Delantero  | Everton de La Plata                | Fin de contrato.       |        |        |        |
| Invierno              |            |                                    |                        |        |        |        |
| Simón Buscaglia       | Defensor   | Ferro de Olavarría                 | Rescisión de contrato. |        |        |        |
| Franco Cacace         | Defensor   | Águila                             | Rescisión de contrato. |        |        |        |
| Ramiro Bolech         | Delantero  | Bandera de ?                       | Rescisión de contrato. |        |        |        |
| Juan Cruz Meza        | Delantero  | Bandera de ?                       | Rescisión de contrato. |        |        |        |

## Datos del club
- Temporadas en Primera División: 0
- Temporadas en Primera B Nacional: 1 (2013/14)
- Temporadas en Primera B: 15 (2009/10-2012/13, 2014-2017/18 y 2019/20-)
- Temporadas en Primera C: 15 (1974-1977, 1986/87, 1993/94-1994/95, 2002/03-2008/09 y 2018/19)
- Temporadas en Primera D: 29 (1967-1973, 1978-1986, 1987/88-1992/93 y 1995/96-2001/02)

##### Total
- Temporadas en Segunda división: 1
- Temporadas en Tercera división: 19
- Temporadas en Cuarta división: 27
- Temporadas en Quinta división: 13
- Máximas goleadas conseguidas:
  - Primera B: 4-0 a Central Córdoba de Rosario (2009 -primera victoria en esta categoría-), 4-0 a Temperley (2011)
  - Primera B: 5-2 a Acassuso (2016)
  - Primera C: 7-2 a Deportivo Riestra (1976)
  - Primera D: 12-1 a Defensores de Almagro (1972)
  - Amistoso: 5-1 a Alajuelense (1989)
- Máximas goleadas recibidas:
  - Primera B: 0-5 vs Platense (2012)
  - Primera C: 1-10 vs Villa Dálmine (1975)
  - Primera D: 1-8 vs Deportivo Paraguayo (1983)
  - Primera C: 3-6 vs Laferrere (2019)
  - Primera C 0-9 vs Deportivo Merlo

## Palmarés

### Torneos nacionales oficiales
- 'Primera B' (1): 2012/13
- 'Primera C' (1): 2008/09
- Primera D (2): 1992/93, 2001/02

### Otros logros
- Subcampeón de la Primera D (2): 1973, 2000/01

### Liga Amateur Platense
- Primera División (8): 1954, 1958, 1961, 1962, 1963, 1964, 1965 y 1966.
- Segunda División (1): 1948.